# دایلون (کلرادو)
دایلون (به انگلیسی: Dillon) شهری در ایالت کلرادو کشور ایالات متحده آمریکا است که جمعیت آن در سرشماری سال ۲۰۱۰ میلادی، ۹۰۴ نفر بوده‌است.